# Ламбаеке (регион)
 Ламбае́ке  (исп. Lambayeque, кечуа Lanpalliqi suyu) — регион в северо-западной части Перу на побережье Тихого океана.
Граничит с регионами Пьюра на севере, Кахамарка на востоке, Ла-Либертад на юге. Омывается Тихим океаном на западе и юго-западе.
Административный центр региона — город Чиклайо.

## Этимология
Название «Ламбаеке» происходит от имени древнего бога Ямпеллек (Yampellec), которого почитал первый царь ламбаеке Наймлап (Naymlap).

## Географическое положение
Территория региона образована обширными равнинами, пересекаемыми спускающимися с Анд реками. Это обуславливает здесь развитие сельского хозяйства, в первую очередь, это плантации сахарного тростника (здесь производится половина всего сахара в Перу), а также риса.
Увеличение объёма сельскохозяйственной продукции станет возможным с реализацией гидроэнергетического проекта «Ольмос Трансандино» (англ.), по которому из региона Кахамарка в регион Ламбаеке будет ежегодно перебрасываться 2 млрд м³ воды из реки Уанкабамба.
К региону, лежащему на побережье Тихого океана, относятся также острова Лобос-де-Тьерра (исп.) и Лобос-де-Афуэра (исп.).

## История
Индейская легенда рассказывает, что в незапамятные времена сюда пришёл с большим флотом бальсовых плотов человек великой отваги и незаурядного ума по имени Наймлап, основавший здесь новую цивилизацию и ставший родоначальником новой культуры ламбаеке.
На смену ей пришла культура мочика, а затем чиму. В эпоху наибольшего расширения влияние чиму распространялось до границ Эквадора на севере и до Лимы на юге. Чиму были отличными ремесленниками и землепашцами, а также славились своими великолепными изделиями из золота.
Позднее чиму были покорены инками. Здесь также побывал Франсиско Писсарро по пути в Кахамарку.
В колониальные времена началось соперничество между жителями городов Ламбаеке и Сантьяго-де-Мирафлорес-де-Санья, славившегося своими богатствами, но в 1720 году последний был разрушен наводнением.
27 декабря 1820 года в Ламбаеке была объявлена независимость Перу, благодаря чему город называют «колыбелью Свободы».

## Население
Испаноговорящее население проживает, в основном, в лежащей на побережье провинции Чиклайо.
В провинции Ферреньяфе сохранилось говорящее на языке кечуа население, а до начала XX века здесь также разговаривали на мочика.

## Административное деление

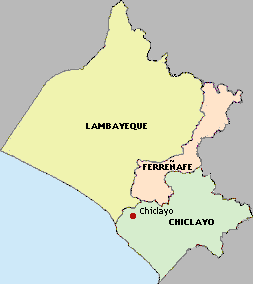
Провинции региона Ламбаеке.

Регион состоит из 3 провинций, которые подразделяются на 38 округов:
| № | Провинция              | Административный центр |
| - | ---------------------- | ---------------------- |
| 1 | Ламбаеке (Lambayeque)  | Ламбаеке (Lambayeque)  |
| 2 | Ферреньяфе (Ferreñafe) | Ферреньяфе (Ferreñafe) |
| 3 | Чиклайо (Chiclayo)     | Чиклайо (Chiclayo)     |

## Достопримечательности
- Исторический лесной заповедник Боске-де-Помак (исп.)
- Национальный археологический музей Брюнинга (исп.)
- Археологический комплекс Ту́куме
- Археологический комплекс Серро-Па́тапо
- Музей «Царские гробницы Сипана»